# Clima do Uruguai

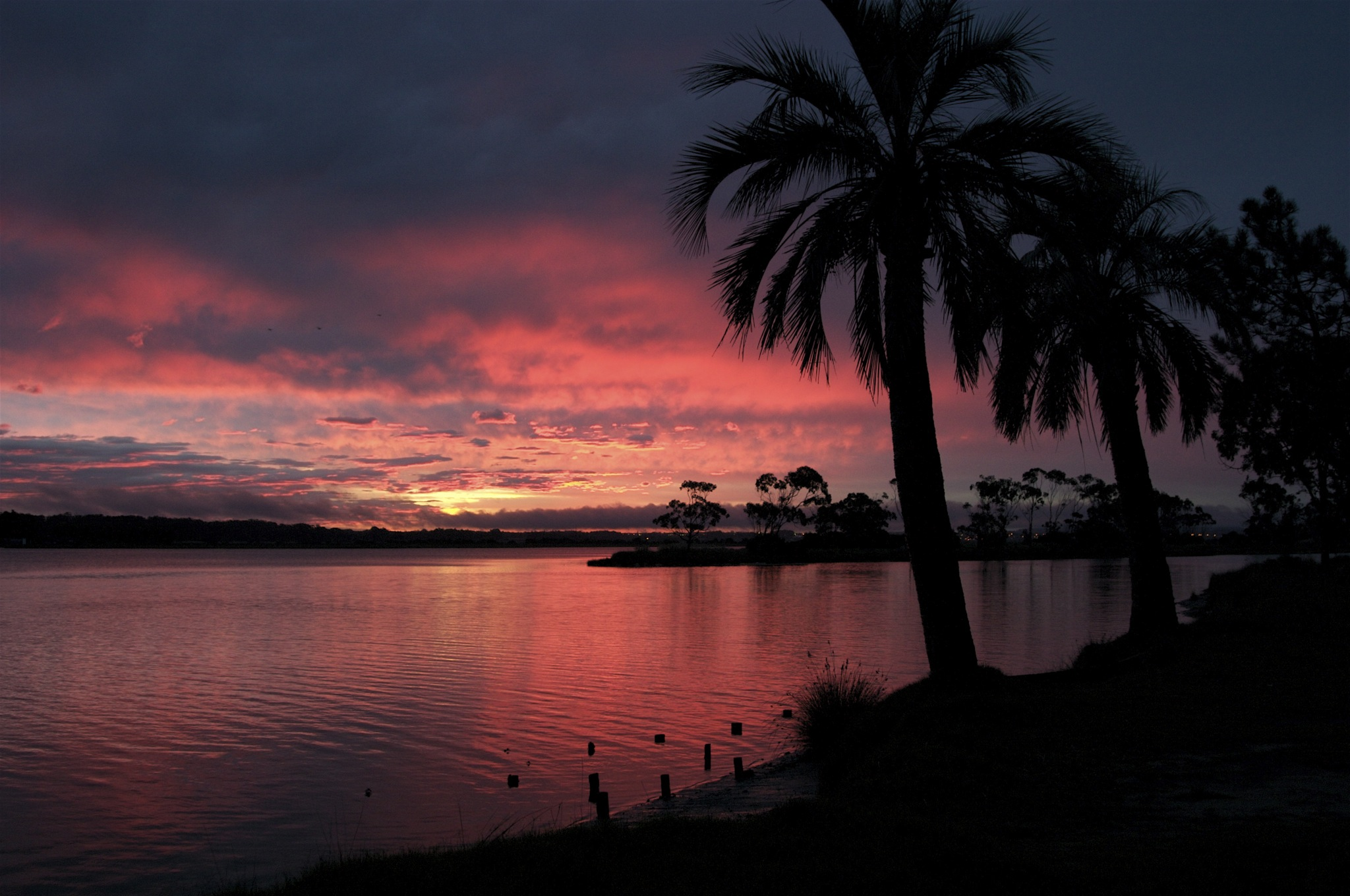
Entardecer em Maldonado.

O clima do Uruguai é temperado, mas relativamente quente, visto que temperaturas negativas, relativamente frequentes nas noites de inverno, não descem muito abaixo de zero, enquanto os verões são amenos no extremo sul do país (nas regiões de Montevidéu e de Punta del Este), tornando-se mais quentes em direção ao norte. O terreno plano fica de certo modo vulnerável a rápidas mudanças nas frentes meteorológicas e também ao pampero, um vento frio e ocasionalmente violento que sopra para norte desde as planícies das pampas na Argentina.
A temperatura média anual varia dos 16 °C em Montevidéu aos 19,5 °C em Salto e Artigas, e a precipitação média anual varia dos 1000 mm no sul do país aos 1400 mm no norte. Em Montevidéu, o mês mais quente é janeiro, com temperatura média de 22 °C, enquanto o mês mais frio é julho, com média de 10 °C. As temperaturas máxima e mínima recordes registradas no país são de 44 °C, em Paysandú (em 20 de janeiro de 1943), e de -11 °C, em Melo (em 14 de junho de 1967). As geadas são bastante frequentes no inverno, mas a queda de neve registrou-se apenas em ocasiões muito esparsas.